# Montschegorsk
Montschegorsk (russisch Мончегорск) ist eine Stadt im Nordwesten Russlands. Sie gehört zur Oblast Murmansk und hat 45.361 Einwohner (Stand 14. Oktober 2010).

## Geografie und Geologie
Die Stadt liegt auf der Halbinsel Kola etwa 140 km südlich der Oblasthauptstadt Murmansk an der Bucht Montscheguba am Nordwestende des Imandrasees. Unmittelbar westlich der Stadt erstreckt sich das bis zu 965 Meter hohe Bergmassiv Montschetundra, welches Bucht, Ort sowie dem nordwestlich gelegenen kleineren See Montscheosero den Namen gab (montsche samisch für schön). Seit 1963 sind Montschegorsk und das Montschetundra Namensgeber für das dort erstmals entdeckte Mineral Moncheit.
Montschegorsk ist der Oblast administrativ direkt unterstellt. Das Stadtgebiet umfasst auch ein großes, dünn besiedeltes Gebiet im Zentralteil der Halbinsel.
Durch die Stadt führt die Fernstraße M18 „Kola“ Sankt Petersburg–Murmansk–Seweromorsk. Am gegenüberliegenden, östlichen Ufer des Imandrasees verläuft die Murmanbahn, mit der die Stadt über eine Zweigstrecke nach Olenegorsk (Station Olenja, nur Güterverkehr) verbunden ist.

## Geschichte
Montschegorsk entstand ab 1935 an Stelle der kleinen Ansiedlung Montscha-Guba im Zusammenhang mit dem Beginn der Erschließung einer 1934 entdeckten Kupfer- und Nickelerzlagerstätte. Bereits am 20. September 1937 erhielt der Ort Stadtrecht.
In der Stadt bestand das Kriegsgefangenenlager 448 für deutsche Kriegsgefangene des Zweiten Weltkriegs.

### Bevölkerungsentwicklung

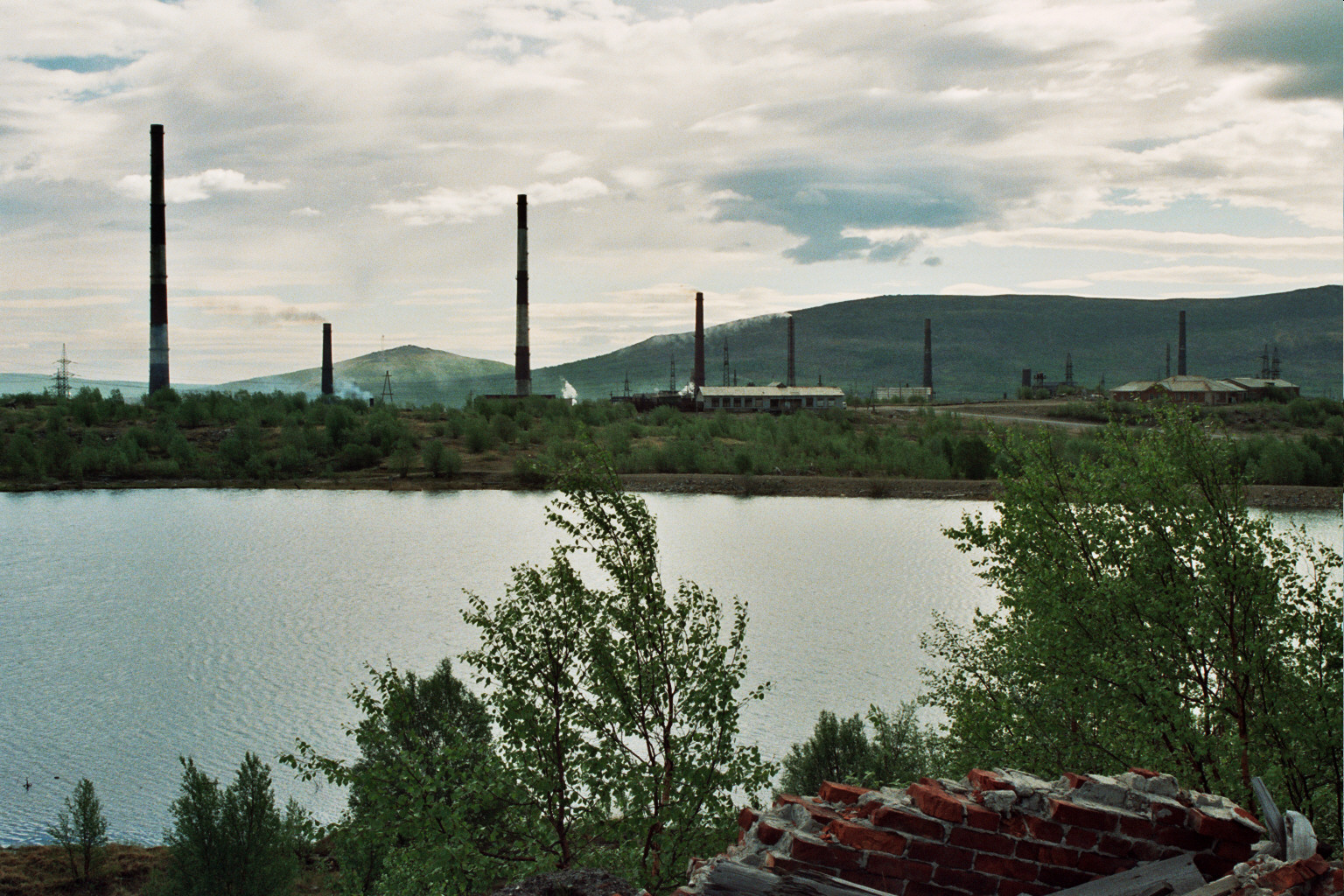
Nickel- und Kupferhütten in Montschegorsk

| Jahr | Einwohner |
| ---- | --------- |
| 1939 | 28.450    |
| 1959 | 45.523    |
| 1970 | 45.980    |
| 1979 | 51.401    |
| 1989 | 68.652    |
| 2002 | 52.242    |
| 2010 | 45.361    |

Anmerkung: Volkszählungsdaten

## Kultur und Sehenswürdigkeiten
Montschegorsk besitzt ein Heimatmuseum und ein Schmucksteinmuseum.
Obwohl die Stadt selbst sowie ihre unmittelbare Umgebung durch die Buntmetallproduktion erhebliche ökologische Probleme hat, erstreckt sich in westlicher Richtung das knapp 280.000 Hektar große Naturschutzgebiet Laplandski sapowednik (Lappländischer Sapowednik) mit Verwaltung in Montschegorsk. Es wurde bereits 1930 eingerichtet und erhielt 1985 den Status eines Biosphärenreservates.

## Wirtschaft
Stadtprägend ist die 1935 gegründete Nickel- und Kupferhütte mit einer konzipierten Produktionskapazität von 10.000 Tonnen Nickel und 10.000 Tonnen Kupfer pro Jahr. 1940 begann das Unternehmen auch mit der Produktion von metallischem Kobalt. Während des Zweiten Weltkriegs wurde das Werk aus Sicherheitsgründen abgebaut und mit seinem erfahrenen Personal hinter den Ural nach Norilsk ausgelagert. Nach Kriegsende wurde der gesamte Produktionszyklus in Montschegorsk wieder hergestellt.
Für den großen Energiebedarf der Hütte wurde bereits 1934 im nahegelegenen, aufgestauten Flussbecken der Niwa das Wasserkraftwerk Niva HPP-2 mit einer Leistung von 60 MW gebaut. 1949 und 1954 folgte der Bau der Wasserkraftwerke Niva HPP-3 mit 155,5 MW und Niva HPP-1 mit 26 MM Leistung. 1970 wurde mit dem Bau der ersten beiden Blöcke des Kernkraftwerks Kola und 1976 mit dem dritten und vierten Block mit insgesamt 4 mal 440 MW der weiter steigende Energiebedarf der Hütte und in der Region gedeckt.
Heute gehört die Hütte zum Konzern MMC Norilsk Nickel. Da sich die örtliche Erzlagerstätte schneller als erwartet erschöpft hat, wird heute ein Großteil der Rohstoffe für die Produktion aus dem nordsibirischen Norilsk antransportiert.

## Persönlichkeiten
- Wiktor Subkow (* 1941), Politiker; begann seine berufliche Laufbahn als Schlosser in Montschegorsk
- Waleri Zyganow (* 1956), Skirennläufer
- Natalja Golz (* 1985), Ringerin, fünfmalige Europameisterin
- Michail Rjasanow (* 1986), Eishockeyspieler
- Sergei Ridsik (* 1992), Freestyle-Skier
- Pawel Trichitschew (* 1992), Skirennläufer
- Alexandra Prokopjewa (* 1994), Skirennläuferin